# Arctia flavomacula
Arctia flavomacula är en fjärilsart som beskrevs av Cab. 1932. Arctia flavomacula ingår i släktet Arctia och familjen björnspinnare. Inga underarter finns listade i Catalogue of Life.